# Callitris rhomboidea
Callitris rhomboidea är en cypressväxtart som beskrevs av Robert Brown, Louis Claude Marie Richard och Achille Richard. Callitris rhomboidea ingår i släktet Callitris och familjen cypressväxter. IUCN kategoriserar arten globalt som livskraftig. Inga underarter finns listade i Catalogue of Life.

## Bildgalleri

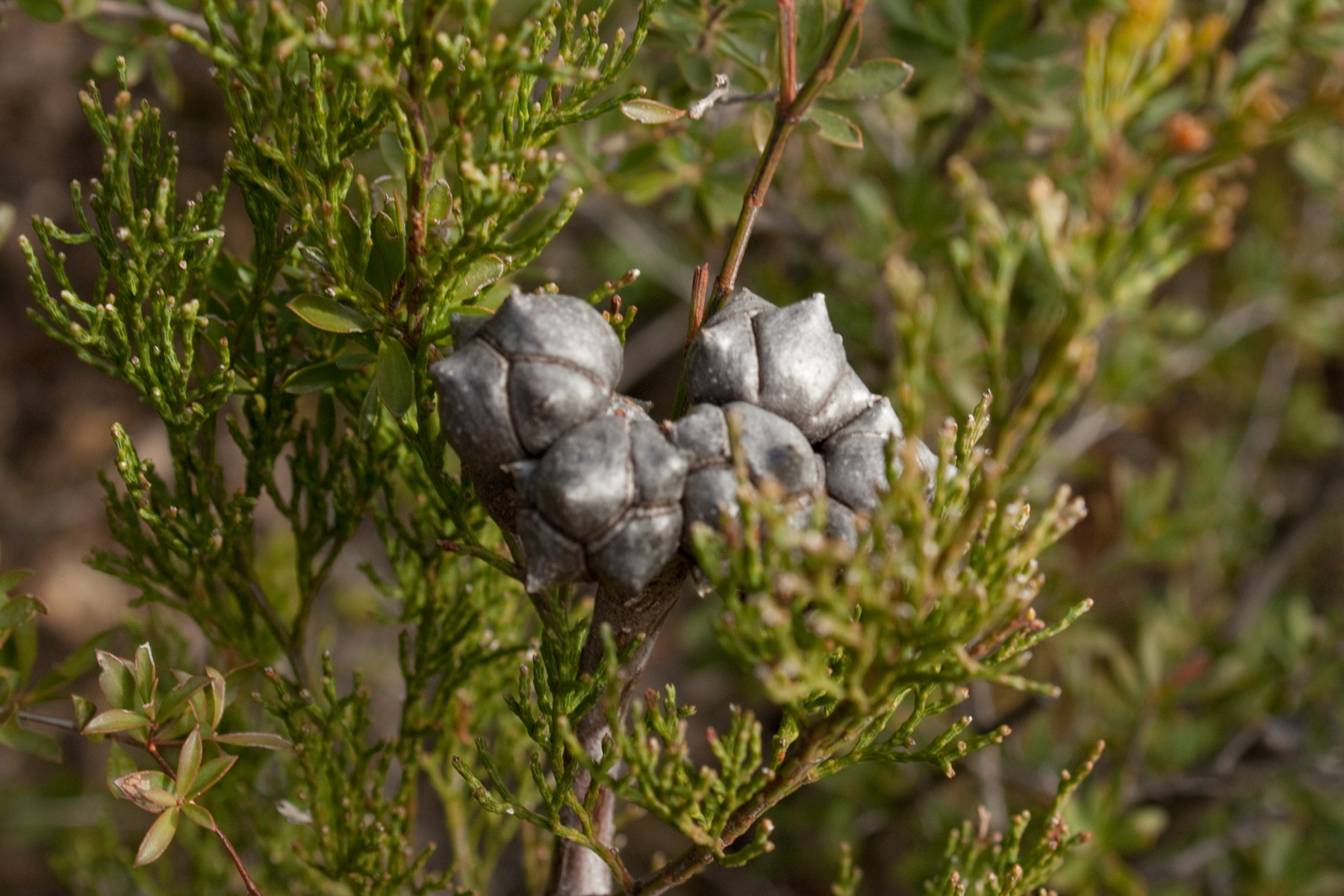
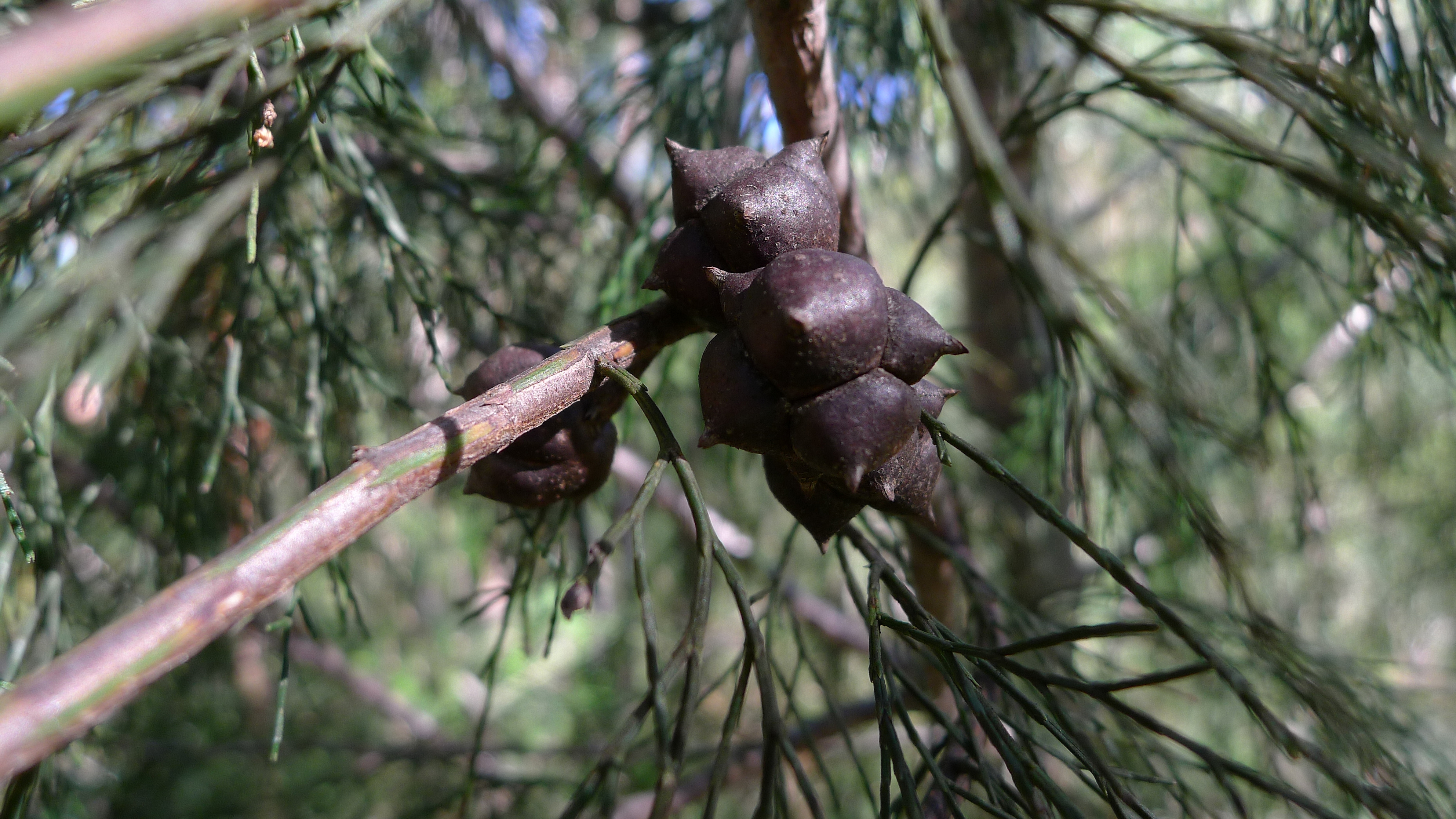
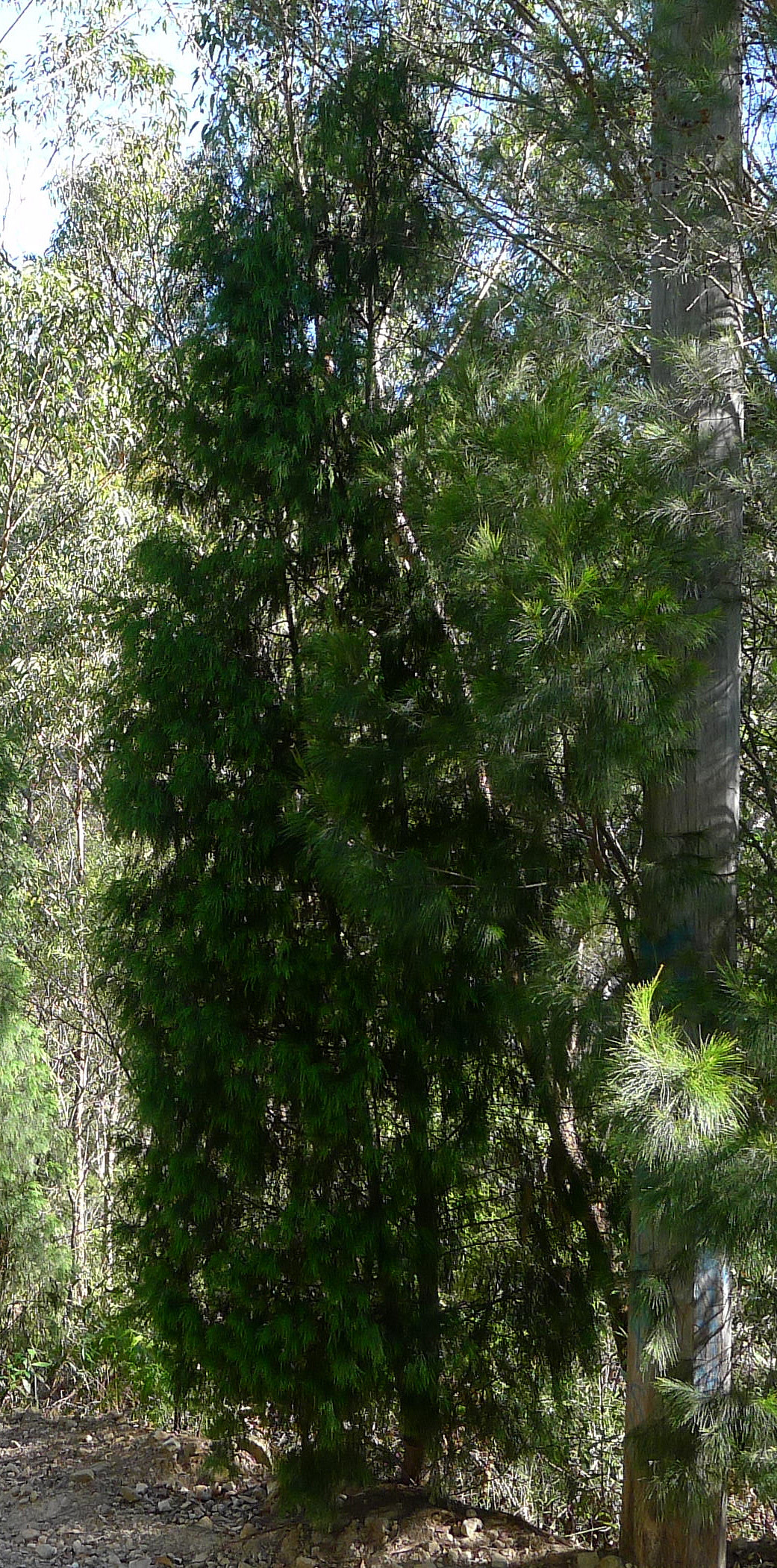
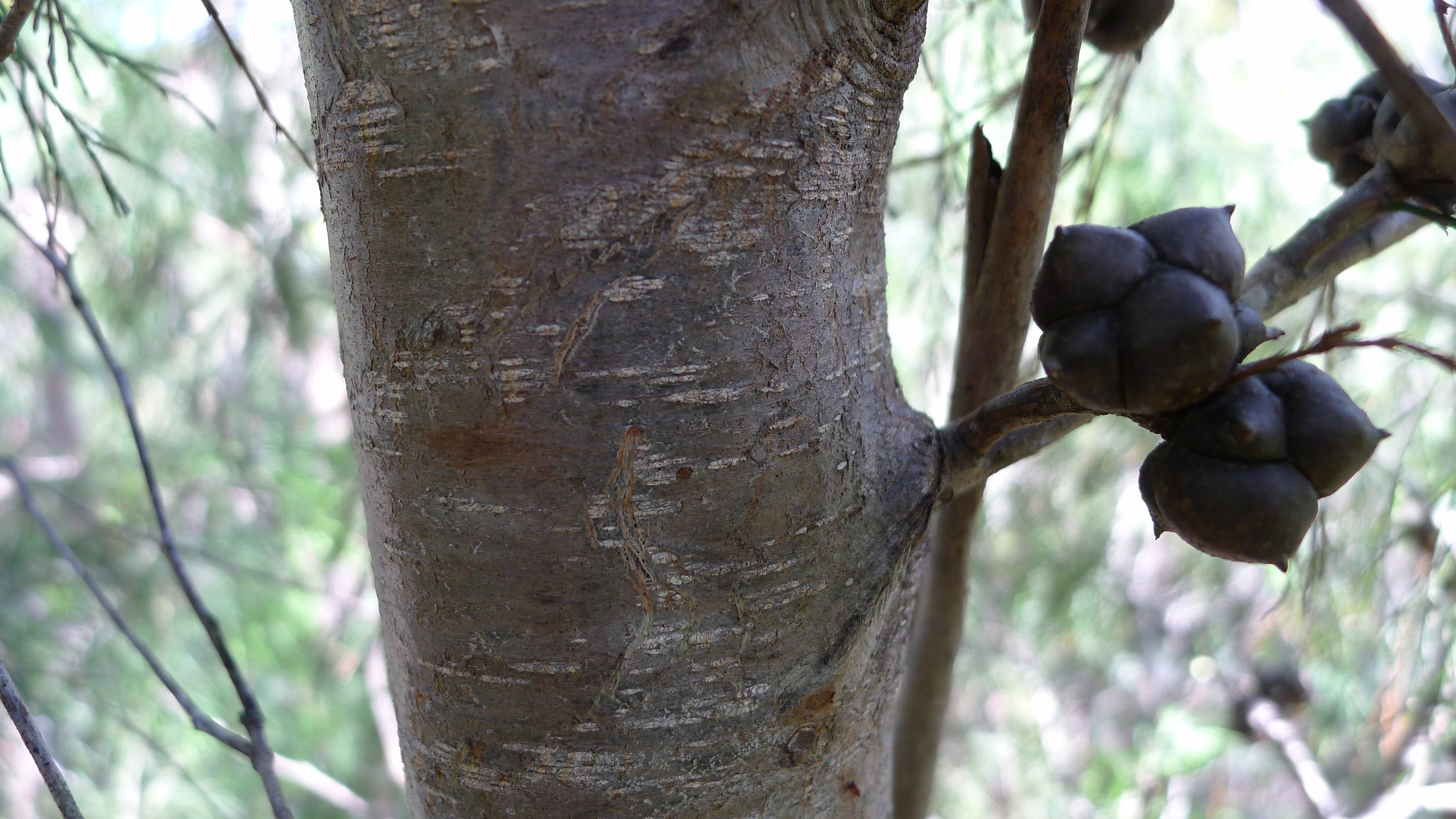
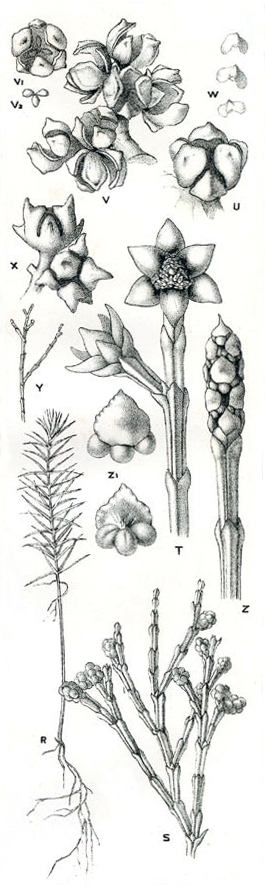